# Derval O'Rourke
Pour les articles homonymes, voir O'Rourke.
Derval O'Rourke (née le 28 mai 1981 à Cork en Irlande) est une athlète irlandaise pratiquant le 100 mètres haies.

## Carrière
En 2006, aux championnats du monde en salle à Moscou, elle est devenue la première irlandaise sacrée en salle, Sonia O'Sullivan n'avait obtenu que l'argent. En extérieur, elle ramena encore l'argent des Championnats d'Europe de Göteborg, battue seulement par Susanna Kallur.
Le 4 mars 2011, au Palais omnisports de Paris-Bercy, avec en 7 s 96, elle décroche la 4e place de la finale du 60 mètres haies des Championnats d'Europe en salle derrière l'Allemande Carolin Nytra (7 s 80), la Britannique Tiffany Ofili (7 s 80) et la Norvégienne Christina Vukicevic (7 s 83).

## Palmarès
| Date | Compétition                                 | Lieu            | Résultat | Épreuve     | Temps   |
| ---- | ------------------------------------------- | --------------- | -------- | ----------- | ------- |
| 2001 | Championnats d'Europe espoirs               | Amsterdam       | 7e       | 100 m haies | 12 s 57 |
| 2003 | Championnats d'Europe espoirs               | Bydgoszcz       | 4e       | 100 m haies | 12 s 96 |
| 2005 | Universiade                                 | Bydgoszcz       | 3e       | 100 m haies | 13 s 02 |
| 2005 | Universiade                                 | Bydgoszcz       | 3e       | 4 × 100 m   | 44 s 69 |
| 2006 | Championnats du monde en salle              | Moscou          | 1re      | 60 m haies  | 7 s 84  |
| 2006 | Championnats d'Europe                       | Göteborg        | 2e       | 100 m haies | 12 s 72 |
| 2009 | Championnats d'Europe en salle              | Turin           | 3e       | 60 m haies  | 7 s 97  |
| 2009 | Championnats d'Europe par équipes 2e ligue  | Banska Bystrica | 1re      | 100 m haies | 13 s 17 |
| 2009 | Championnats du monde                       | Berlin          | 4e       | 100 m haies | 12 s 67 |
| 2010 | Championnats d'Europe par équipes 1re ligue | Budapest        | 2e       | 100 m haies | 12 s 80 |
| 2010 | Championnats d'Europe par équipes 1re ligue | Budapest        | 2e       | 4 x 100 m   | 44 s 53 |
| 2010 | Championnats d'Europe                       | Barcelone       | 2e       | 100 m haies | 12 s 65 |
| 2010 | Coupe continentale                          | Split           | 5e       | 100 m haies | 12 s 99 |
| 2011 | Championnats d'Europe en salle              | Paris           | 4e       | 60 m haies  | 7 s 96  |
| 2013 | Championnats d'Europe en salle              | Göteborg        | 3e       | 60 m haies  | 7 s 95  |

## Records
| Épreuve     | Temps        | Lieu      | Date            |
| ----------- | ------------ | --------- | --------------- |
| 50 m haies  | 6 s 80       | Liévin    | 3 mars 2006     |
| 60 m haies  | 7 s 84 (NR)  | Moscou    | 11 mars 2006    |
| 100 m       | 11 s 54      | Santry    | 24 juillet 2005 |
| 100 m haies | 12 s 65 (NR) | Barcelone | 31 juillet 2010 |